# Basilika St. Peter (Guimarães)

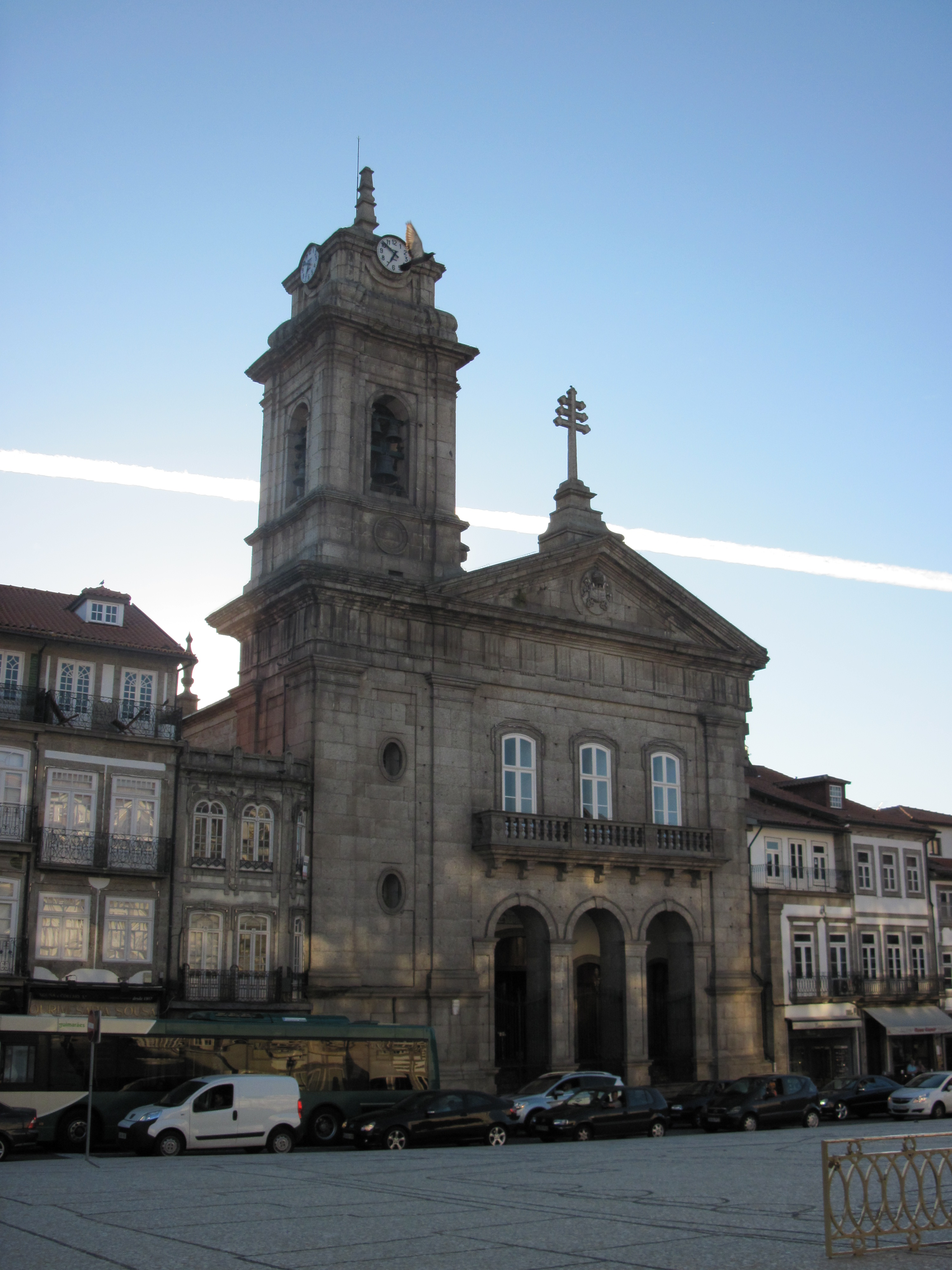
Basilika St. Peter in Guimarães, 2012

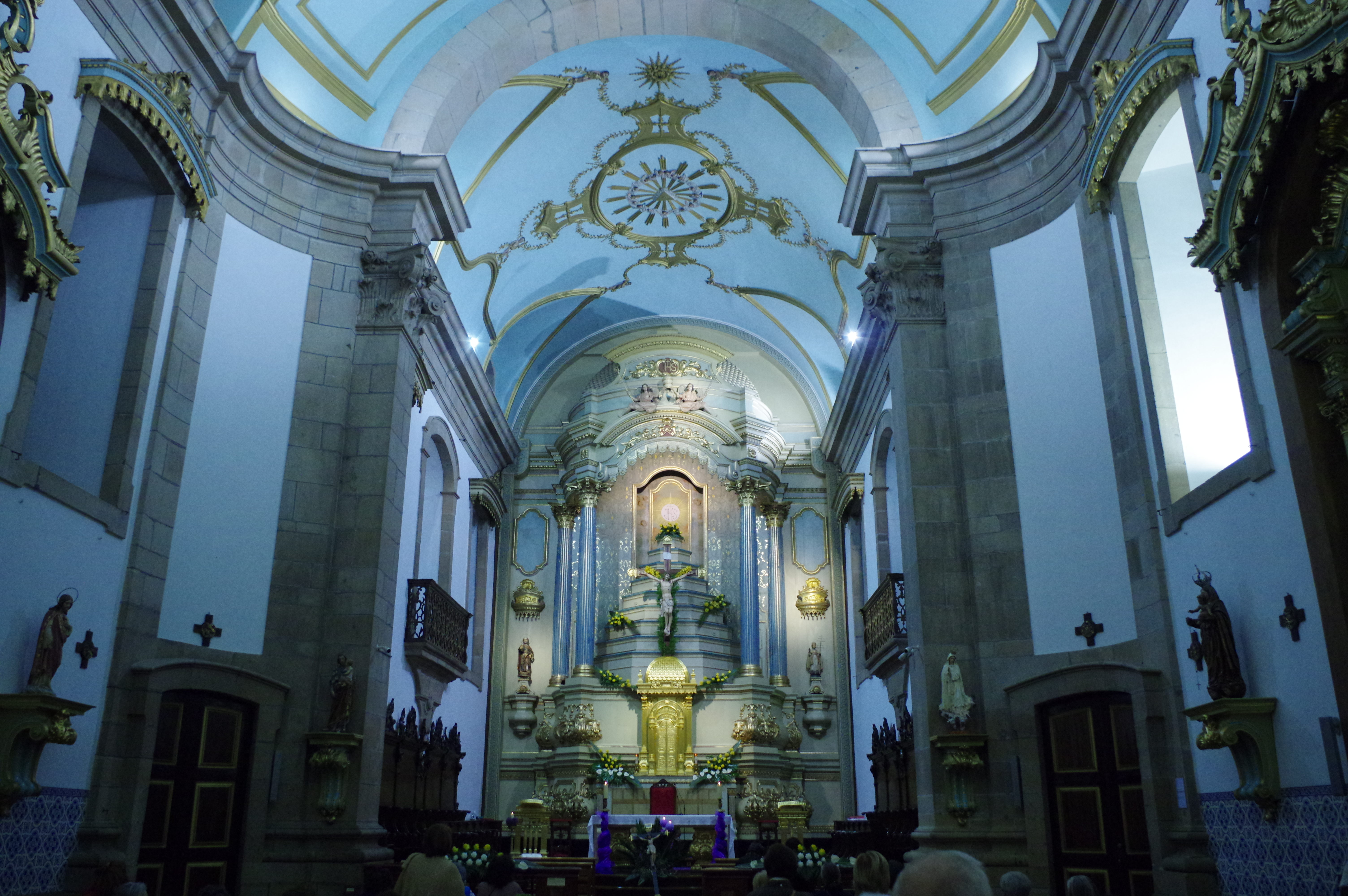
Innenraum der Basilika

Die Basilika St. Peter (portugiesisch Basílica de São Pedro) ist eine römisch-katholische Kirche in Guimarães, Nordportugal. Sie gehört zur Union der Pfarreien von Oliveira, São Paio und São Sebastião, Guimarães des Erzbistums Braga und trägt den Titel einer Basilica minor.

## Geschichte
Die Kirche wurde ab 1737 durch die bereits seit 1616 bestehende Bruderschaft des hl. Petrus errichtet. Am 11. November 1750 konnte die unfertige Kirche geweiht werden und erhielt bereits 1751 durch Papst Benedikt XIV. als erste des Erzbistums Braga den Titel einer Basilica minor verliehen. Unter den französischen Invasoren wurde die Kirche 1808 profaniert und als Stall geschändet. Danach wurden ab 1811 Häuser um die Basilika abgerissen und der Bau bis 1824 fortgesetzt. Nach einer weiteren langen Baupause wurde die Kirche zwischen 1880 und 1884 in der heutigen Form mit einem seitlichen Kirchturm fertiggestellt.

## Architektur
Die Pfarrkirche wurde in einem strengen Klassizismus errichtet. Die Längsanlage besteht aus einem Kirchenschiff und dem Chor, der niedriger und schmaler ist. Die Hauptfassade mit drei Fenstern endet im dreieckigen Giebel, er wurde mit der päpstlichen Tiara auf dem Wappen des Tympanons und dem päpstlichen Kreuz geschmückt. Den Eingang bilden drei Bögen. An der linken Seite steht der Glockenturm mit Uhr, sein Gegenstück wurde nicht erbaut. Zur Kirchenausstattung gehören der große Hochaltar mit polychromer und vergoldeter Schnitzerei sowie dem Tabernakel, das Chorgestühl, zwei Kanzeln und vier seitliche Altarbilder.